# Enhedslisten
Enhedslisten – De Rød-Grønne (Nederlands: Eenheidslijst – De Rood-Groenen; lettersymbool Ø) is een Deense politieke partij van linkse, socialistische tot communistische signatuur. De partij is in 1989 opgericht als een verkiezingssamenwerking tussen verschillende, reeds bestaande, linkse partijen. Enhedslisten is sinds 1994 aanwezig in het Folketing, maar heeft nog nooit deelgenomen aan een regering.

## Geschiedenis
Drie partijen, die het moeilijk hebben om de kiesdrempel te halen, besluiten in 1989 tot een verkiezingskartel:
- de Danske Kommunistiske Parti (DKP), opgericht in 1919 als afsplitsing van de sociaaldemocratische partij, maar fel verzwakt na de uitsluiting van leider Aksel Larsen die kort daarop de Socialistisk Folkeparti opricht;
- de Venstresocialisterne (VS), een afsplitsing (1967) van de Socialistisk Folkeparti;
- en de Socialistisk Arbejderparti (SAP, opgericht 1980), een trotskistische partij.

De deelname van een vierde partij – de Kommunistiske Arbejderparti (KAP, opgericht 1976) – wordt aanvankelijk tegengehouden door de DKP. In 1991 gaat de KAP alsnog deelnemen aan het kartel, maar enkele jaren later al (1994) wordt de maoïstische KAP opgeheven.
De Enhedslisten is van oorsprong dus niet veel meer dan een verkiezingskartel. Ondertussen is de ‘lijst’ wel uitgegroeid tot een echte partij, ter vervanging van de stichtende partijen. De partij kent in 2008 zo’n 4500 leden, meer dan vier keer zoveel als in 1994. Aan het hoofd van de partij staat een collectief bestuur van 25 leden; een partijleider is er niet. Parlementsleden staan een deel van hun salaris af aan de partijkas en de lidmaatschapsbijdrage is afhankelijk van het inkomen van het partijlid.
Sinds 2004 is de Enhedslisten lid van de Noordse Groen-Linkse Alliantie.

## Verkiezingsuitslagen

### Folketing
Bij de Deense parlementsverkiezingen van 1994 wint de partij voor het eerst zes zetels in het Folketing. De partij voert oppositie tegen de regering van de sociaaldemocratische premier Poul Nyrup Rasmussen, maar steunt die ook op bepaalde punten. Bij de verkiezingen van 1998 en 2001 moet de Enhedslisten telkens een zetel inleveren. In 2005 behaalt de partij echter opnieuw 3,4% van de stemmen en wint ze net als in 1994 zes zetels. Bij de volgende stembusgang (2007) gaat de extra vertegenwoordiging opnieuw verloren. Een en ander heeft te maken met het feit dat de Rood-Groenen een fundamentalistische moslima een plaats op hun lijst gunnen.
Bij de verkiezingen van 2011 tekent de Enhedslisten haar beste resultaat op tot dan toe: de lijst behaalt 6,7% van de stemmen en verdrievoudigt haar parlementszetels van 4 tot 12. Vier jaar later, in 2015, groeit de partij zelfs nog verder door (7,8% en 14 zetels), maar bij de verkiezingen van 2019 wordt weer een zetel verloren. Bij de vervroegde verkiezingen in 2022 levert de partij vier zetels in.
De Enhedslisten heeft tot op heden nooit deel uitgemaakt van de Deense regering, maar gaf wel enkele malen gedoogsteun aan een kabinet. Dit betrof de kabinetten van de sociaaldemocratische premiers Poul Nyrup Rasmussen (1998–2001), Helle Thorning-Schmidt (2011–2015) en Mette Frederiksen (2019–2022).

### Europees Parlement
In Europees verband behoort de Enhedslisten tot Europees Links, dat deel uitmaakt van de Linkse Fractie (GUE/NGL). De partij nam in 2019 voor het eerst rechtstreeks deel aan de Europese parlementsverkiezingen en won één zetel. Deze wordt ingenomen door Nikolaj Villumsen.

## Ideologie
Ondanks een samengaan van verschillende partijen, met uiteenlopende visies, is men er in de loop der tijd in geslaagd om zich achter eenzelfde programma te scharen. De diversiteit wordt binnen de partijstructuren gerespecteerd.
De Rood-Groenen noemen zich op hun website een democratisch-socialistische partij die opkomt voor sociale hervormingen. Zo wil men de welvaartsstaat zo hervormen dat niet langer winst, maar de mensen centraal staan. De partij wordt als anti-kapitalistisch bestempeld en verzet zich tegen het neoliberalisme. Onderdrukte (etnische) minderheden willen de socialisten verdedigen. Ook wil de partij oplossingen aandragen voor de milieuproblemen. Enhedslisten profileert zich ook als een anti-imperialistische partij en is uitgesproken tegen internationale samenwerkingen in EU- of NAVO-verband. De partij wordt, alle standpunten in acht genomen, beschouwd als de meest linkse in het Deense parlement.